# Copa Webb Ellis
A Copa Webb Ellis, em inglês Webb Ellis Cup, é o troféu concedido ao vencedor da Copa do Mundo de Rúgbi, a principal competição da internacional masculina de rugby. A Taça tem o nome de William Webb Ellis, que é muitas vezes creditado como o inventor do rugby. O troféu é de prata e foi apresentado ao vencedor da Copa do Mundo de Rugby desde a primeira edição em 1987. Ele foi conquistado três vezes pela Nova Zelândia (1987, 2011 e 2015) e Africa do Sul (1995, 2007 e 2019), duas vezes pela Austrália (1991 e 1999) e uma vez pela Inglaterra, em 2003.
O troféu de 38 centímetros pesa 4,5 kg, é de prata dourada e é sustentado por duas alças de rolagem fundidas. Em uma maçaneta há uma cabeça de um sátiro, na outra há a cabeça de uma ninfa. Na face do troféu, as palavras International Rugby Football Board e abaixo do arco The Webb Ellis Cup, estão gravadas.

## História
Há dois Webb Ellis Cups oficiais, que são usados de forma intercambiável. Uma copa é um troféu de 1906 feito pela Carrington and Co. de Londres, que foi um projeto vitoriano de uma copa de 1740 de Paul de Lamerie, enquanto a outra é uma réplica de 1986.
John Kendall-Carpenter, ex-atacante da Inglaterra e organizador da primeira Copa do Mundo de Rugby e Bob Weighill, secretário da International Rugby Board também ex-atacante da Inglaterra, visitou a Garrard & Co, joalheria da Regent Street, em Londres. O Diretor Richard Jarvis, trouxe a taça em particular do cofre e mostrou para ambos. Director Richard Jarvis, brought the particular cup down from the vault and showed it to both of them.
Foi escolhido para uso em fevereiro de 1987. Ronnie Dawson da Irlanda, Keith Rowlands do País de Gales, Bob Stuart e Dick Littlejohn da Nova Zelândia e os australianos Nick Shehadie e Ross Turnbull aprovaram a escolha do troféu. O troféu é cuidado e restaurado após cada torneio pelos ourives Thomas Lyte.
Logo foi nomeado "The Webb Ellis Cup". A Nova Zelândia se tornou a primeira nação a ganhar a Webb Ellis Cup quando venceu a Copa do Mundo de Rugby de 1987. A Webb Ellis Cup foi conquistada por quatro nações; Nova Zelândia, Austrália, África do Sul e Inglaterra.
Os atuais titulares são a Africa do Sul, que conquistaram a Copa após derrotar a Inglaterra por 32 a 12 na final de 2019, no Japão.